# Distrito electoral federal 6 de San Luis Potosí
El VI Distrito Electoral Federal de San Luis Potosí es uno de los 300 Distritos Electorales en los que se encuentra dividido el territorio de México para la elección de diputados federales y uno de los 7 en los que se divide el estado de San Luis Potosí. Su cabecera es la ciudad de San Luis Potosí.
El territorio del Distrito VI está formado por el extremo sureste del municipio de San Luis Potosí, incluyendo por tanto aproximadamente la mitad de la ciudad de San Luis Potosí.

## Distritaciones anteriores

### Distritación 1996 - 2005
Entre 1996 y 2005 el territorio del Distrito VI era todo el sector sur del municipio de San Luis Potosí, incluyendo la mitad sur de la ciudad del mismo nombre.
El Distrito VI fue creado por la reforma electoral de 1977, anterior a ella San Luis Potosí solo tenía cinco distritos electorales, por lo que el VI Distrito únicamente ha elegido diputados a partir de la LI Legislatura en 1979.

## Diputados por el distrito
- L Legislatura
  - (1976 - 1979): Ana María Solano García
- LI Legislatura
  - (1979 - 1982): Guillermo Medina de los Santos
- LII Legislatura
  - (1982 - 1985): Leopoldino Ortiz Santos
- LIII Legislatura
  - (1985 - 1986): Alfonso Lastras Ramírez
  - (1986 - 1988): Guillermo Pizzuto Zamanillo
  - (1988): Jesús Morales Reyes
- LIV Legislatura
  - (1988 - 1990): Gonzalo Martínez Corbalá
  - (1990 - 1991): Antonio Sánchez Morales
- LV Legislatura
  - (1991 - 1993): Horacio Sánchez Unzueta
  - (1993 - 1994): Enrique Rosales Martínez
- LVI Legislatura
  - (1994 - 1997): Yolanda González Hernández
- LVII Legislatura
  - (1997 - 2000): Francisco Xavier Salazar Díez de Sollano
- LVIII Legislatura
  - (2000 - 2003): Pedro Pablo Cepeda Sierra
- LIX Legislatura
  - (2003 - 2005): Francisco Xavier Salazar Díez de Sollano[3]

- - (2005 - 2006): Ana Luz Juárez Alejo
- LX Legislatura
  - (2006 - 2009): Silvia Emilia Degante Romero
- LXI Legislatura
  - (2009 - 2012): Juan Pablo Escobar Martínez
- LXII Legislatura
  - (2012 - 2015): Felipe de Jesús Almaguer Torres
- LXIII Legislatura
  - (2015 - 2018): Xavier Nava Palacios
  - (2018): José Carlos Camacho Díaz
- LXIV Legislatura
  - (2018 - 2021): Guadalupe Almaguer Pardo
- LXV Legislatura
  - (2021 - 2024): Gilberto Hernández Villafuerte
- LXVI Legislatura
  - (2024 - 2027): Juan Carlos Valladares Eichelmann

## Resultados electorales

### 2009
| Elecciones federales de 2009 | Elecciones federales de 2009                   | Elecciones federales de 2009 | Elecciones federales de 2009      | Elecciones federales de 2009 | Elecciones federales de 2009 |
| Partido/Coalición            | Partido/Coalición                              | Candidato                    | Candidato                         | Votos                        | Porcentaje                   |
| ---------------------------- | ---------------------------------------------- | ---------------------------- | --------------------------------- | ---------------------------- | ---------------------------- |
|                              | Partido Acción Nacional                        |                              | Juan Pablo Escobar Martínez       |                              |                              |
|                              | Partido Revolucionario Institucional           |                              | Alma Ruth Castillo Zúñiga         |                              |                              |
|                              | Partido de la Revolución Democrática           |                              | Rodolfo Mercado Cerda             |                              |                              |
|                              | Coalición Salvemos a México (PT, Convergencia) |                              | Israel Cárdenas Martell           |                              |                              |
|                              | Partido Verde Ecologista de México             |                              | Víctor Ramón Palazuelos Pinedo    |                              |                              |
|                              | Partido Nueva Alianza                          |                              | María del Refugio Treviño Salinas |                              |                              |
|                              | Partido Socialdemócrata                        |                              | María de los Ángeles Blanco Cruz  |                              |                              |
|                              | No registrados                                 |                              |                                   |                              |                              |
|                              | Nulos                                          |                              |                                   |                              |                              |
| Total                        |                                                |                              |                                   |                              |                              |
| Fuente:                      |                                                |                              |                                   |                              |                              |